# Vallási fanatikusok Tangier-ben (Delacroix-kép)
A Vallási fanatikusok Tangier-ben Eugène Delacroix festménye, amely a Minneapolis Institute of Art gyűjteményének része.

## Keletkezése
Eugène Delacroix 1832-ben Észak-Afrikában utazott a francia nagykövet, de Mornay gróf társaságában, aki egy barátsági szerződés aláírásáról tárgyalt a marokkói szultánnal. Tangier-ben szemtanúi voltak egy muzulmán szekta fanatikusai vallási eksztázisának. Az utcai zűrzavart egy padlás ablakából nézték végig. Dalacroix hazatérése után számos képen örökítette meg marokkói élményeit. A fanatikusok utcai vonulását bátor ecsetvonásokkal, élénk színekkel vitte vászonra, felidézve ezzel az izgatott tömeg hullámzását. A kép egy ideig James J. Hill minnesotai vasútmágnás tulajdonában volt. Gyűjteménye lett az alapja a Minneapolis Institute of Art 19. századi gyűjteményének.